# Гебхардсхајн
Гебхардсхајн (њем. Gebhardshain) општина је у њемачкој савезној држави Рајна-Палатинат. Једно је од 119 општинских средишта округа Алтенкирхен (Вестервалд). Према процјени из 2010. у општини је живјело 1.911 становника. Посједује регионалну шифру (AGS) 7132039.

## Географски и демографски подаци
Гебхардсхајн се налази у савезној држави Рајна-Палатинат у округу Алтенкирхен (Вестервалд). Општина се налази на надморској висини од 385–84 метра. Површина општине износи 6,0 km². У самом мјесту је, према процјени из 2010. године, живјело 1.911 становника. Просјечна густина становништва износи 320 становника/km².